# Bisdom Trincomalee

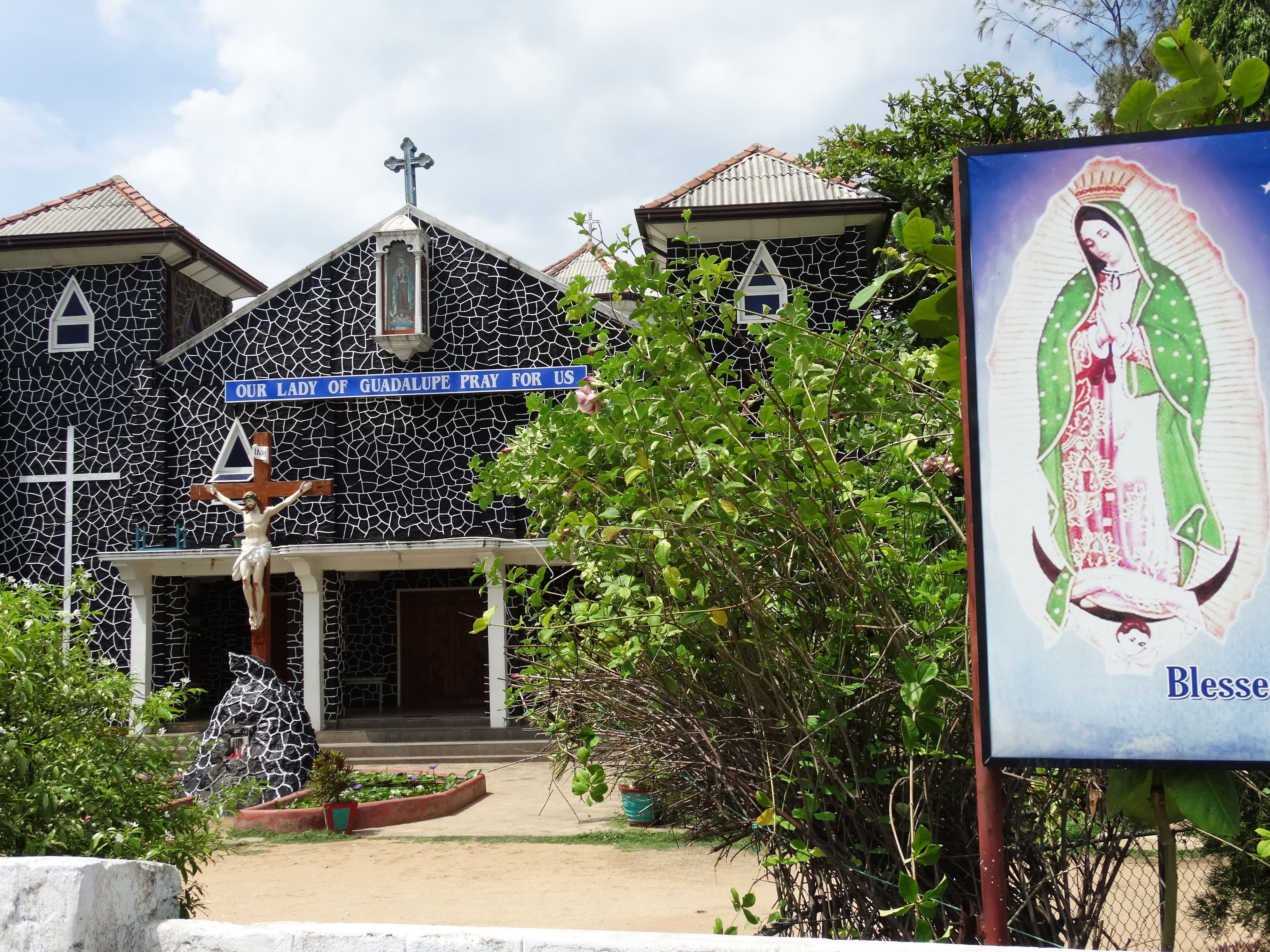
Onze-Lieve-Vrouw van Guadelupekerk in Trincomalee

Het bisdom Trincomalee (Latijn: Dioecesis Trincomaliensis) is een rooms-katholiek bisdom in Sri Lanka met als zetel Trincomalee. Het is een suffragaan bisdom van het aartsbisdom Colombo en werd opgericht in 1893. Het bisdom volgt de Latijnse ritus. 
De eerste bisschop was Joseph Ponniah, een Franse jezuïet. Deze hadden in dat jaar het missiegebied overgenomen van de oblaten. Tussen 1967 en 2012 droeg het bisdom de naam Trincomalee-Batticaloa, tot in 2012 Batticaloa een apart bisdom werd.
In 2017 telde het bisdom 15 parochies. Het bisdom heeft een oppervlakte van 2.727 km2 en telde in 2017 408.000 inwoners waarvan 5,5% rooms-katholiek was. 

## Bisschoppen
- Charles Lavigne, S.J. (1898-1913)
- Gaston Robichez, S.J. (1917-1946)
- Ignatius Philip Trigueros Glennie, S.J. (1947-1974)
- Leo Rajendram Antony (1974-1983)
- Joseph Kingsley Swampillai (1983-2015)
- Christian Noel Emmanuel (2015-)